# Heidebrem
Heidebrem (Genista) is een geslacht van ongeveer 90 soorten uit de vlinderbloemenfamilie. Hiervan komen er 58 in Europa voor.
In Europa komt het geslacht voor van Scandinavië en Polen tot Noord-Afrika en West-Azië. Veel soorten groeien op voedingsarme bodem. 
In Nederland en België komen in het wild voor:
- Kruipbrem (Genista pilosa)
- Verfbrem (Genista tinctoria)
- Stekelbrem (Genista anglica)
- Duitse brem (Genista germanica)

Alleen in België:
- Pijlbrem (Genista sagittalis)

De (gewone) brem (Cytisus scoparius) is lid van een ander geslacht, Cytisus.

## Trivia
Dit plantengeslacht ("planta genista") is de bron van de naam van de Engelse koninklijke familie Plantagenet, die deze plant als symbool voerde.
... · 
G. anglica (Stekelbrem) · 
G. germanica (Duitse brem) · 
G. pilosa (Kruipbrem) · 
G. sagittalis (Pijlbrem) · 
G. ×spachiana (Kamerbrem) · 
G. tinctoria (Verfbrem) · 
...
... · 
Abrus · 
Acacia · 
Acosmium · 
Adenanthera · 
Adenocarpus · 
Adenodolichos · 
Adenopodia · 
Adesmis · 
Aenictophyton · 
Aeschynomene · 
Afzelia · 
Aganope · 
Albizia · 
Alhagi · 
Alysicarpus · 
Amblygonocarpus · 
Amherstia · 
Andira · 
Angylocalyx · 
Aotus · 
Anthyllis · 
Arachis · 
Archidendropsis · 
Aspalathus · 
Astragalus (hokjespeul) · 
Austrosteenisia · 
Baphia · 
Bauhinia · 
Brachystegia · 
Bolusafra · 
Butea · 
Caesalpinia · 
Cajanus · 
Calicotome · 
Carmichaelia · 
Carrissoa · 
Cassia · 
Castanospermum · 
Ceratonia · 
Chamaecytisus · 
Cicer · 
Clianthus · 
Clitoria · 
Cordyla · 
Coronilla · 
Crotalaria · 
Cyamopsis · 
Cyclopia (honingbos) · 
Cytisus · 
Dalbergia · 
Daviesia · 
Delonix · 
Derris · 
Dialium · 
Dicraeopetalum · 
Dichrostachys · 
Dipteryx · 
Enterolobium · 
Eperua · 
Erythrina (koraalboom) · 
Erythrophleum · 
Faidherbia · 
Genista (heidebrem) · 
Glycine · 
Glycyrrhiza · 
Hardenbergia · 
Hovea · 
Indigofera · 
Inga · 
Lathyrus · 
Lens · 
Lonchocarpus · 
Lotus (rolklaver) · 
Lupinus (lupine) · 
Macrotyloma · 
Medicago (rupsklaver) · 
Melilotus (honingklaver) · 
Mimosa · 
Mora · 
Myroxylon · 
Newtonia · 
Onobrychis · 
Ononis (stalkruid) · 
Ormosia · 
Ougeinia · 
Pachyrhizus · 
Parkia · 
Parkinsonia · 
Parochetus · 
Pericopsis · 
Phaseolus · 
Physostigma · 
Pisum (erwt) · 
Prosopis · 
Psophocarpus · 
Psoralea · 
Pterocarpus · 
Pueraria · 
Racosperma · 
Robinia · 
Rothia · 
Securigera · 
Senegalia · 
Senna · 
Serianthes · 
Sesbania · 
Sophora · 
Spartium · 
Sphenostylis · 
Streblorrhiza · 
Strongylodon · 
Stylosanthes · 
Styphnolobium · 
Swainsona · 
Tamarindus · 
Tephrosia · 
Teramnus · 
Tetragonolobus · 
Tetrapleura · 
Trifolium (klaver) · 
Trigonella (hoornklaver) · 
Ulex · 
Uraria · 
Vachellia · 
Vicia (wikke) · 
Vigna · 
Viminaria · 
Virgilia · 
Wisteria (blauweregen) · 
Zornia · 
Zygocarpum · 
...